# Лазский фольклор
Лазский фольклор (также известный как чанская устная традиция) — представляет собой обширное наследие устного народного творчества лазов. Основной ареал распространения лазского фольклора – историческая область Лазистан, расположенная на территории современной Турции.

## Исторические свидетельства
Самое раннее письменное упоминание о лазском фольклоре датируется IV веком до н. э. Ксенофонт в своей «Анабасисе» описывает военные песни и танцы, которые были популярны среди чанских племен. Первый зафиксированный образец лазской устной традиции появился в XVII веке благодаря турецкому путешественнику Эвлия Челеби, который записал народные предания в своей «Книги путешествия».
В более поздний период интерес к лазскому фольклору усилился среди исследователей этнографии, истории и языка лазов. В XX веке сбор и изучение лазских устных материалов приобрели систематический характер. В 1910 году Николай Марр опубликовал работы «Из поездки в Турецкий Лазистан» и «Грамматика чанского (лазского) языка с хрестоматией и словарем». Иосиф Кипшидзе в 1917 году собрал значительное количество фольклорных материалов, которые в 1939 году были изданы Арнольдом Чикобавой под названием «Чанские тексты».
Другие важные публикации включают работы Арнольда Чикобавы («Чанские тексты», 1929; «Грамматический анализ чанского языка», 1936), Сергея Жгенти («Чанские тексты», 1938), а также французского исследователя Жоржа Дюмезиля, который в 1937 и 1967 годах издал две антологии лазских текстов в Париже.

## Основные жанры лазского фольклора
Лазский фольклор включает как прозаические, так и поэтические формы. Среди наиболее распространенных жанров можно выделить:
- Трудовые песни — исполнялись во время земледельческих и ремесленных работ, отражая социальные и экономические условия жизни лазов.
- Обрядовые и бытовые песни — связаны с семейными и календарными праздниками.
- Любовные и исторические баллады — описывают эпизоды из жизни народа, его героическое прошлое и культурные традиции.
- Сказки — занимают центральное место в лазском повествовательном фольклоре. Среди них выделяют волшебные, бытовые и новеллистические сказки, в которых герои часто связаны с традиционным укладом Лазети.
- Пословицы и загадки — отражают народную мудрость и передают знания от поколения к поколению.

Несмотря на влияние окружающих культур, лазский фольклор сохраняет свои уникальные национальные традиции. Сюжетно и стилистически лазские сказки и песни близки к мегрельскому фольклору, что свидетельствует об их общем происхождении.

### Музыкальный фольклор
Лазская устная традиция тесно связана с музыкой. Многие фольклорные произведения исполнялись под сопровождение традиционных музыкальных инструментов. Песни, сопровождавшие трудовые процессы и свадебные обряды, представляют собой важную часть культурного наследия лазов.

## Современное состояние
Хотя лазская культура подвергалась влиянию других народов и испытала значительные изменения, её устное наследие продолжает сохраняться. Сегодня исследователи продолжают собирать и публиковать лазские фольклорные материалы. Существенный вклад в изучение лазского фольклора внесли грузинские ученые Г. Картозия, З. Тандилава и И. Асатиани.